# 阿尔弗雷德·斯赫勒德
阿尔弗雷德·斯赫勒德（荷蘭語：Alfred Schreuder，荷蘭語發音：[ˈɑlfrət ˈsxrøːdər]，1972年11月2日—）是一位荷兰前足球运动员及现任足球教练，目前自由身。

## 球员生涯
斯赫勒德的职业生涯始于费耶诺德，并于1991-92赛季获得过仅有的一次荷甲出场机会。在接下来的赛季中，这位中场球员未能再跟随费耶诺德重返赛场，继而加盟RKC瓦尔韦克。他在那里成为主力球员，于四个赛季中共出场119次并射入7球。1997年，斯赫勒德又转会至NAC布雷达，并效力于此长达六年——其中包括一个赛季的荷乙。自2003年起，他重返费耶诺德效力直至2007年，期间也有一季是被外租至RKC瓦尔韦克。
在2005-06赛季，斯赫勒德仅代表费耶诺德上阵两次，他的足球生涯被个人的不幸所打断——当时他的女儿病重，并因脑瘤于2006年3月去世。重返赛场后，他又受到脚踝受伤的影响，在接下来的赛季仅有5次出场。2007年5月，时年34岁的斯赫勒德加盟特温特恩斯赫德，同时也在那里开始了教练培训。至2008-09赛季，他又转投维特斯，并在完成了6次上阵后于冬歇期结束了自己的球员生涯。总体而言，斯赫勒德在荷甲共出战338场比赛，在荷乙出战32场。

## 执教生涯
在2008-09赛季的冬歇期宣布挂靴后，斯赫勒德在维特斯成为了时任主教练特奥·博斯的副手。
2009年夏天，斯赫勒德作为的助理教练重返恩斯赫德，他的合同在麦克拉伦的继任者米歇尔·治下仍然生效，并一直延续至2014年。在2012年欧洲足球锦标赛之后，斯赫勒德本应同时在荷兰国家足球队出任伯特·的助理教练，但随着路易斯·范加尔在欧锦赛后成为新的国家队主教练，他没有接受这份工作。
2013年2月26日，在斯蒂芬·麦克拉伦宣布辞职后，斯赫勒德曾临时担任特温特的主教练一职。然而在2013年3月，俱乐部却正式任命米歇尔·扬森出任主教练，斯赫勒德则重新退居二线，这是因为他尚未取得荷甲联赛的教练证书。这项安排在2013-14赛季继续沿用，而斯赫勒德则正为将于2014年4月颁发的欧洲足联职业证书进行学习。顺利取得证书后，斯赫勒德自2014年7月起升任特温特主教练，扬森则改任其副手。2015年8月30日，随着球队在2015-16赛季的前四场比赛中仅得1分，斯赫勒德遭到解雇。
2015年10月底，斯赫勒德加盟德甲俱乐部霍芬海姆，出任胡布·史提芬斯的助理教练。自2016年2月起，他还继续辅助斯蒂文斯的继任者。
2018年1月初，斯赫勒德回到荷兰，成为阿贾克斯主教练埃里克·滕哈赫的副手。作为教练团队的一员，他协助首都球队赢得了联赛和杯赛的双冠王，在欧冠联赛也晋身半决赛。
至2019-20赛季，斯赫勒德重返霍芬海姆，并接替尤利安·纳格尔斯曼担任主教练。他签署了一份期至2022年6月30日届满的合同。其长兄迪克则协助他担任助理教练。